# Aphytis coheni
Aphytis coheni är en stekelart som beskrevs av Debach 1960. Aphytis coheni ingår i släktet Aphytis och familjen växtlussteklar.
Artens utbredningsområde är:
- Cypern.
- Egypten.
- Grekland.
- Israel.

Inga underarter finns listade i Catalogue of Life.